# Crossroads (Zvezdna vrata SG-1)
Crossroads je epizoda nanizanke Zvezdna vrata SG-1.
V tem delu se SG-1 odzove na Bra'tacov signal. Namesto Bra'taca se pred njimi znajde Shan'auc, ki jim pove, da je na Zemljo prišla v Bra'tacovem imenu. Takoj je jasno, da se Shan'auc in Teal'c zelo privlačita in da se poznata že od prej. Shan'auc trdi, da je odkrila, kako lahko vzpostavi stik s svojim simbiontom, ki ji je zaupal svoje spomine. Prav ti spomini so po njenem mnenji sredstvo, s katerim bi lahko uničili Goa'ulde.